# اوپاوا

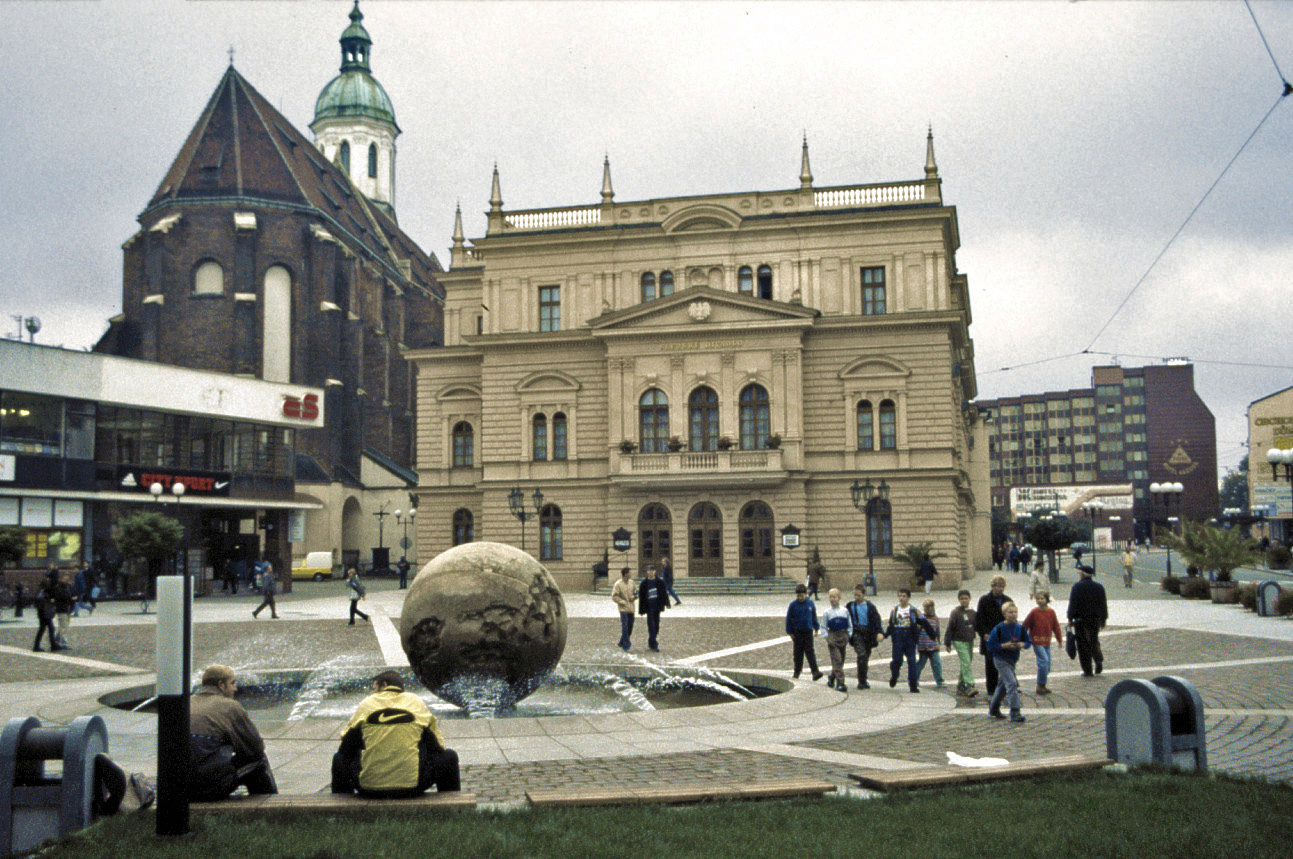
اوپاوا

اوپاوا یا تروپو (به چکی: Opava، به آلمانی: Troppau، به لهستانی: Opawa) یکی از شهرهای جمهوری چک است. پایتخت تاریخی سیلزیای چک امروزه در استان موراویایی-سیلزایی در شمال غربی اوستراوا (مرکز این منطقه) و در شمال شرقی کشور، بر کرانه رود اوپاوا جای دارد.
جمعیت اوپاوا بر پایه آمار سال ۲۰۰۸ برابر با ۶۰٬۱۹۹ نفر و مساحتش ۹۰٫۶۱ کیلومتر مربع است.
قدیمی‌ترین سندی که از تروپو یاد کرده مربوط به سال ۱۱۹۵ میلادی است. تروپو که همواره یکی از شهرهای اتریش-مجارستان بوده، در سال ۱۹۱۹ پس از شکست این پادشاهی، با نام اوپاوا به چکسلواکی پیوست.

## چهره‌های سرشناس
- فرانز باردون نویسنده علوم خفیه